# Nigella elata
Nigella elata — вид квіткових рослин з родини жовтецевих (Ranunculaceae).

## Біоморфологічна характеристика
Однорічна рослина. Чашолистки пелюсткоподібні, а пелюстки перетворилися на двогубі нектарники. Лопаті нижньої губи пелюсток-нектарників закінчуються лінійними колінчасто-вигнутими придатками. Коробочки тверді. 

## Поширення
Поширення: Греція, Болгарія, Туреччина в Європі, Україна [Крим], Північний Кавказ, Кіпр, Туреччина.